# Veenendaal
Veenendaal (prononcé en néerlandais : [ˈveːnə(n)ˌdaːl]) est une municipalité néerlandaise, dans la province d'Utrecht.

## Étymologie
Le nom de la ville a probablement été utilisé pour la première fois sous la forme "Venendael" dans le traité de Venlo du 7 septembre 1543. Par la suite, le nom de "Veenendael" a été utilisé dans l'acte de consécration de l'église en 1566. Auparavant, on parlait couramment de "het veen" (la lande), une appellation qui est encore utilisée aujourd'hui. Dans un document de 1587, le nom "Veenlantdael" est utilisé une fois. Les anciennes cartes indiquent également "Vennedael", "Veennedeal", "Vennedale" et "Venendaal".

## Histoire

### Origines
La vallée de la Gueldre, au nord de Rhenen, abrite depuis longtemps une zone marécageuse de tourbe, également connue sous le nom de Rhenen ou Stichtse Venen. Ces tourbières sont créées à la fin de la dernière période glaciaire en raison du mauvais drainage de la région.
À la fin du Moyen Âge, la tourbe est de plus en plus utilisée comme combustible à la place du bois. Comme dans de nombreuses autres régions des Pays-Bas, la tourbe est également récupérée dans cette zone. Cela se produit à partir de 1430 environ. Pour assurer un enlèvement en douceur de la tourbe, le canal Bishop Davidsgrift est creusé à la fin du XVe siècle.
Les tourbières sont situées à cheval entre le duché de Gueldre et la principauté d'Utrecht. En raison des guerres entre les deux États, l'extraction cesse et le canal s'envase. Après que Charles Quint est devenu seigneur du duché de Gueldre en 1543, l'exploitation de la tourbe reprend. Le 12 mars 1546, les propriétaires reçoivent une autorisation officielle à cet effet par le biais d'un brevet.

### Formation d'un village
Les premiers bâtiments du nouveau village destiné à l'exploitation de la tourbe sont construits le long du canal et de plusieurs branches latérales. L'une de ces branches latérales longe une colline sablonneuse (également connue sous le nom de Kleine Veenloo, une petite colline morainique isolée). À cet endroit, une église est construite en 1566, de même qu'un marché, l'exploitation de la tourbe étant destinée à durer un temps considérable. Ainsi, Veenendaal est devenu un village avec un développement en ruban, mais toujours divisé sur deux provinces. Il y avait un Veenendaal d'Utrecht et un Veenendaal de Gueldre. La partie d'Utrecht relève, tout comme Renswoude, de la commune de Rhenen, et celle d'Utrecht de la commune d'Ede.
En 1637, toute la population du village meurt au cours d'une épidémie de peste. En 1795, quelques citoyens de Veen profitent de l'invasion des armées françaises pour établir leur propre municipalité, séparée de Rhenen et Ede. Finalement, seule la partie située dans la principauté d'Utrecht devient une commune indépendante, avec plus de 1900 habitants à l'époque.

### Industrialisation et inondations
Lorsque les tourbières sont épuisées au milieu du XVIIe siècle, une période de stagnation commence. Les activités artisanales sont mécanisées à partir du milieu du XIXe siècle, et l'industrie de la laine y tire ses origines. Avec l'industrie du cigare, l'industrie textile est l'activité économique dominante à Veenendaal jusqu'à la première moitié du XXe siècle.
Il n'en reste plus grand-chose aujourd'hui, car les industries sont délocalisées vers les pays à bas salaires et presque toutes les usines existantes de l'époque ont été démolies et remplacées par de nouvelles constructions. La ville est aujourd'hui le siège du constructeur de véhicules automobiles, de remorques et de semi-remorques Waaijenberg.
Après la rupture du canal près de Rhenen le 5 mars 1855, Veenendaal est presque entièrement inondé. La plupart des gens se réfugient dans l'église sur la place du marché. Les habitants sont ensuite transportés par barge et par train jusqu'à Utrecht. Le roi Guillaume III visite alors la ville. Il existe un monument sur le Kerkewijk et la catastrophe est commémorée dans le musée historique de Veenendaal.

### Années de guerre
À l'approche de la Seconde Guerre mondiale, à partir de la mobilisation néerlandaise d'août 1939, environ deux mille soldats sont stationnés à Veenendaal et dans ses environs. Après l'invasion allemande du 10 mai 1940, la population de Veenendaal est évacuée car le village se trouve à proximité de la ligne Grebbe. Au moment de la guerre, Veenendaal compte une petite communauté juive, mais elle subit le même sort que la population juive du reste du pays. Au moment de l'enregistrement obligatoire en janvier 1941, 22 Juifs vivent à Veenendaal. Douze d'entre eux périssent dans les camps d'extermination.
Veenendaal est la dernière municipalité des Pays-Bas continentaux à être libérée. Après la capitulation allemande, les SS néerlandais et allemands stationnés à Veenendaal continuent en effet à se battre. Le 7 mai, plusieurs membres des forces armées néerlandaises se rendent sur place. Une fusillade éclate avec un groupe de SS. Trois membres des forces armées néerlandaises perdent la vie. Un jour plus tard, les soldats alliés pénètrent dans le village, mais après une escarmouche, ils se retirent. Veenendaal n'est libéré que le 9 mai, lorsque plusieurs chars d'assaut et véhicules blindés alliés pénétrent dans le village. Comme le pont de Kerkewijk est détruit, la partie sud de Veenendaal n'est libérée que le 10 mai 1945.
En partie à cause des expériences de la Seconde Guerre mondiale, un hôpital d'urgence est créé à Veenendaal, dont l'exploitation sera poursuivie après la guerre à la périphérie du village (sur le territoire de Rhenen); il porte le nom de Julianaziekenhuis Veenendaal.

### Extension
En 1960, la partie du village située dans la province de Gueldre est rattachée la commune par le biais d'un ajustement des frontières ; des parties de Rhenen et Renswoude sont également annexées. Cela crée une municipalité d'une superficie de près de dix-huit kilomètres carrés et (à l'époque) de plus de 23 000 habitants. Par la suite, Veenendaal atteint une population de plus de 63 000 habitants en un peu plus de quarante ans. Cela a notamment été rendu possible par la construction des quartiers de Dragonder, Petenbos et West. Afin de rendre possible la construction de trois nouveaux lotissements à Veenendaal Est (Buurtstede, Groenpoort et Veenderij), un autre terrain a été repris à Ede en 1998. Veenendaal peut donc continuer à se développer pour atteindre plus de 70 000 habitants. En 1997, Veenendaal est nommée ville la plus verte d'Europe.

### XXIesiècle
Veenendaal reçoit le titre de ville cycliste des Pays-Bas en 2000 et 2020. En 2004, Veenendaal reçoit le prix de la ville la plus verte des Pays-Bas et en 2013, Veenendaal remporte le prix national du marketing urbain pour les municipalités de taille moyenne.
La reine Beatrix et sa famille visitent Veenendaal et Rhenen en 2012 lors de la fête de la reine.

## Galerie

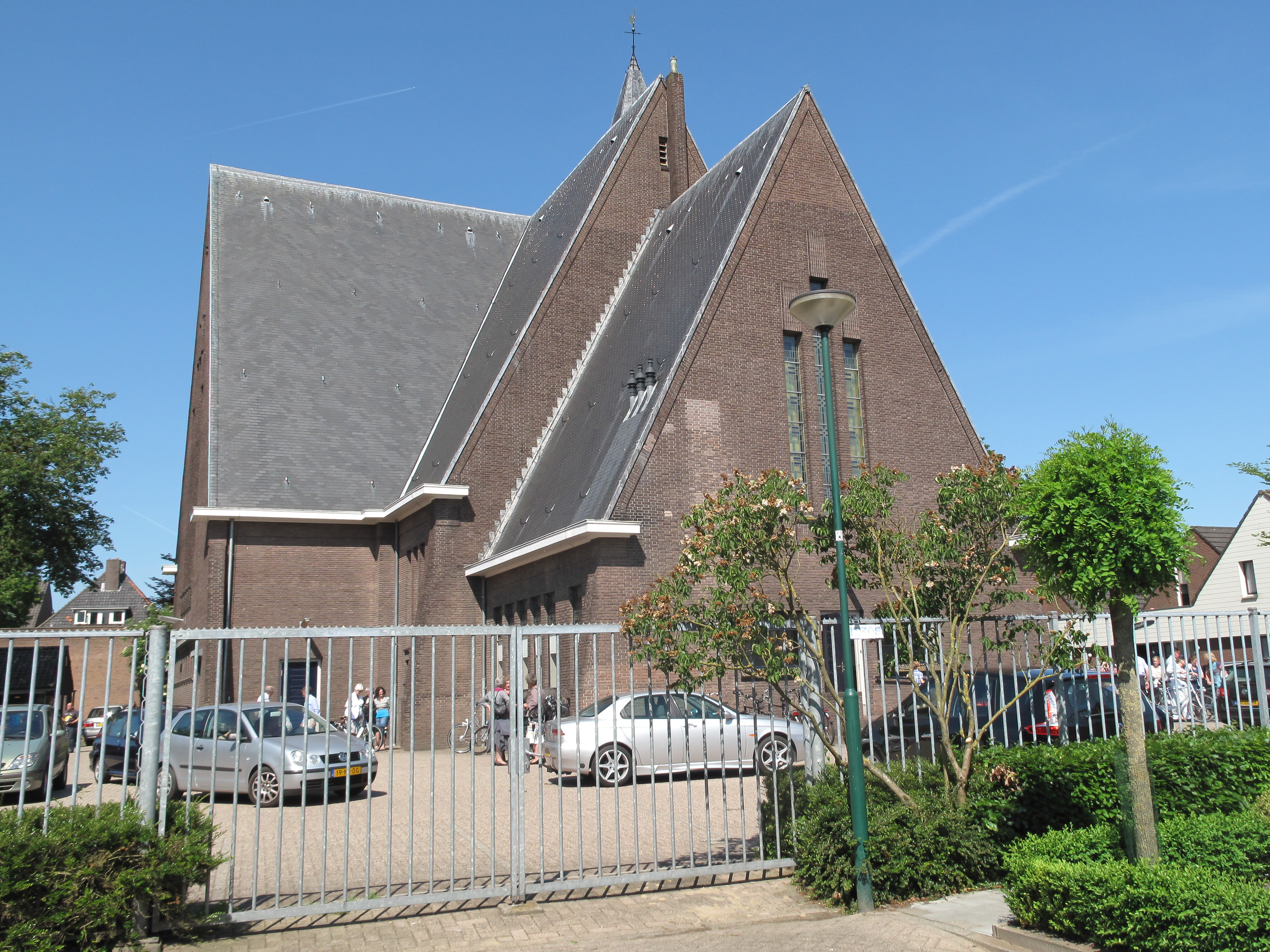
Eglise protestante
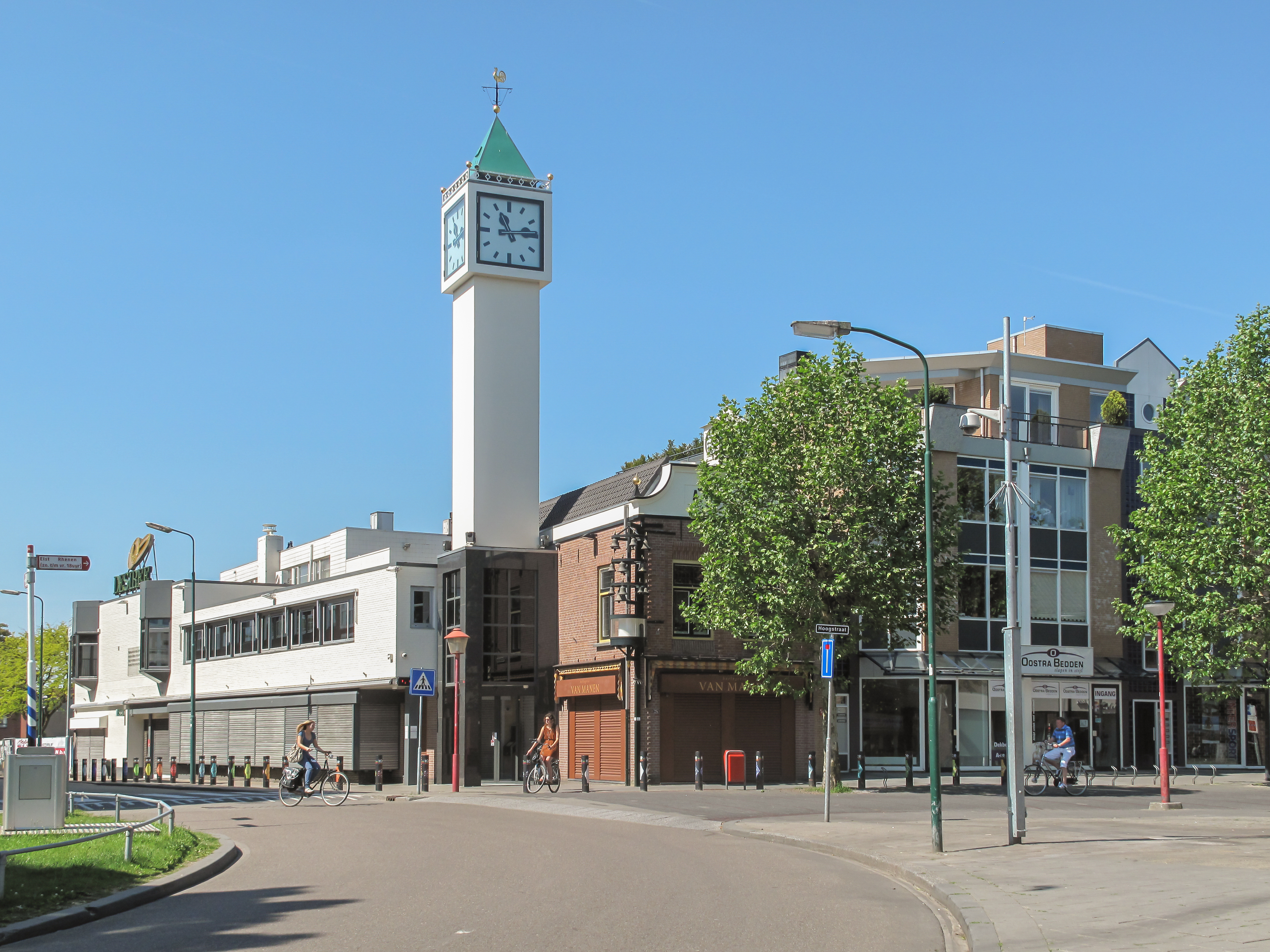
Tour horloge dans le centre-ville
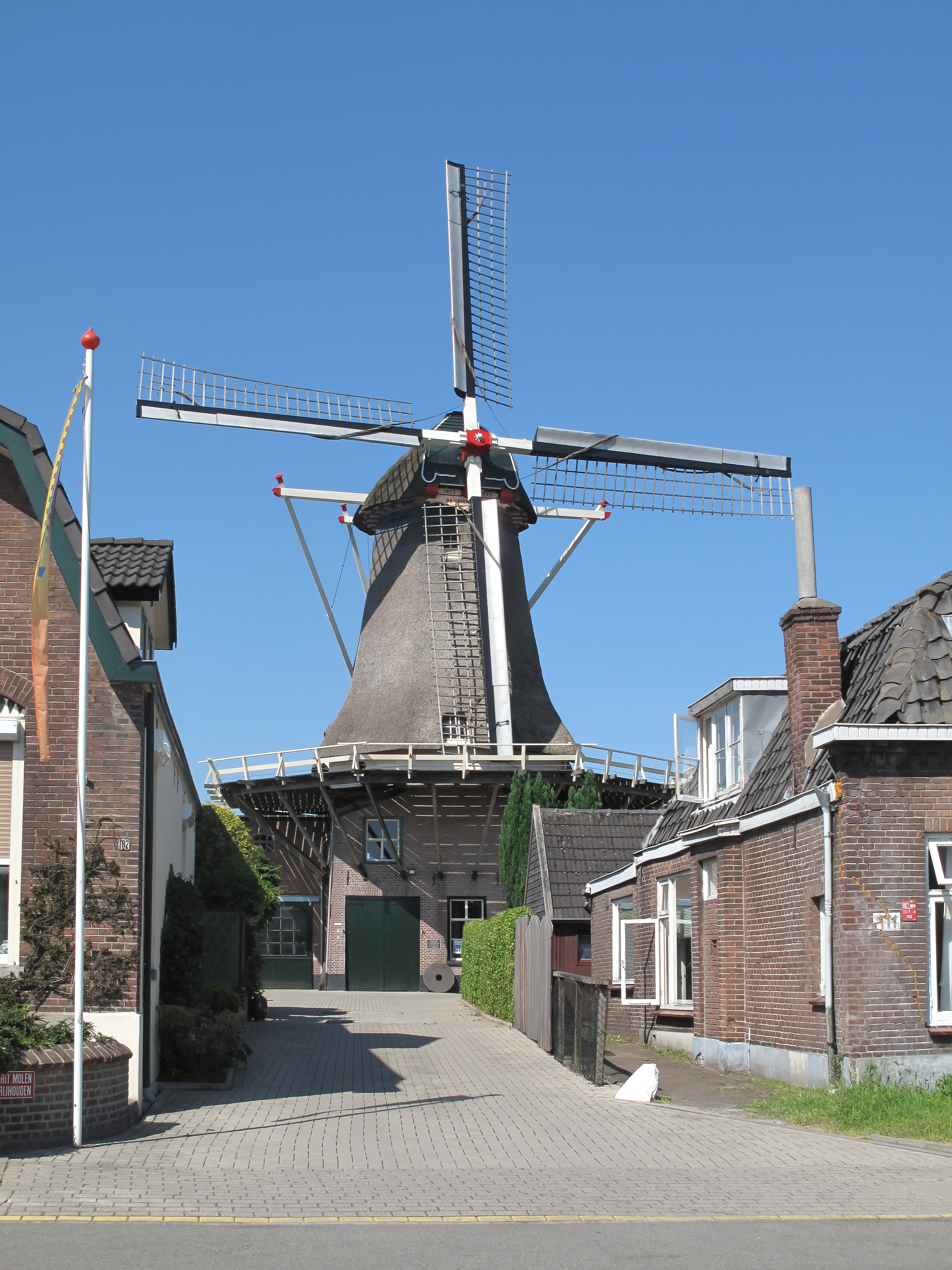
Moulin à vent De Vriendschap
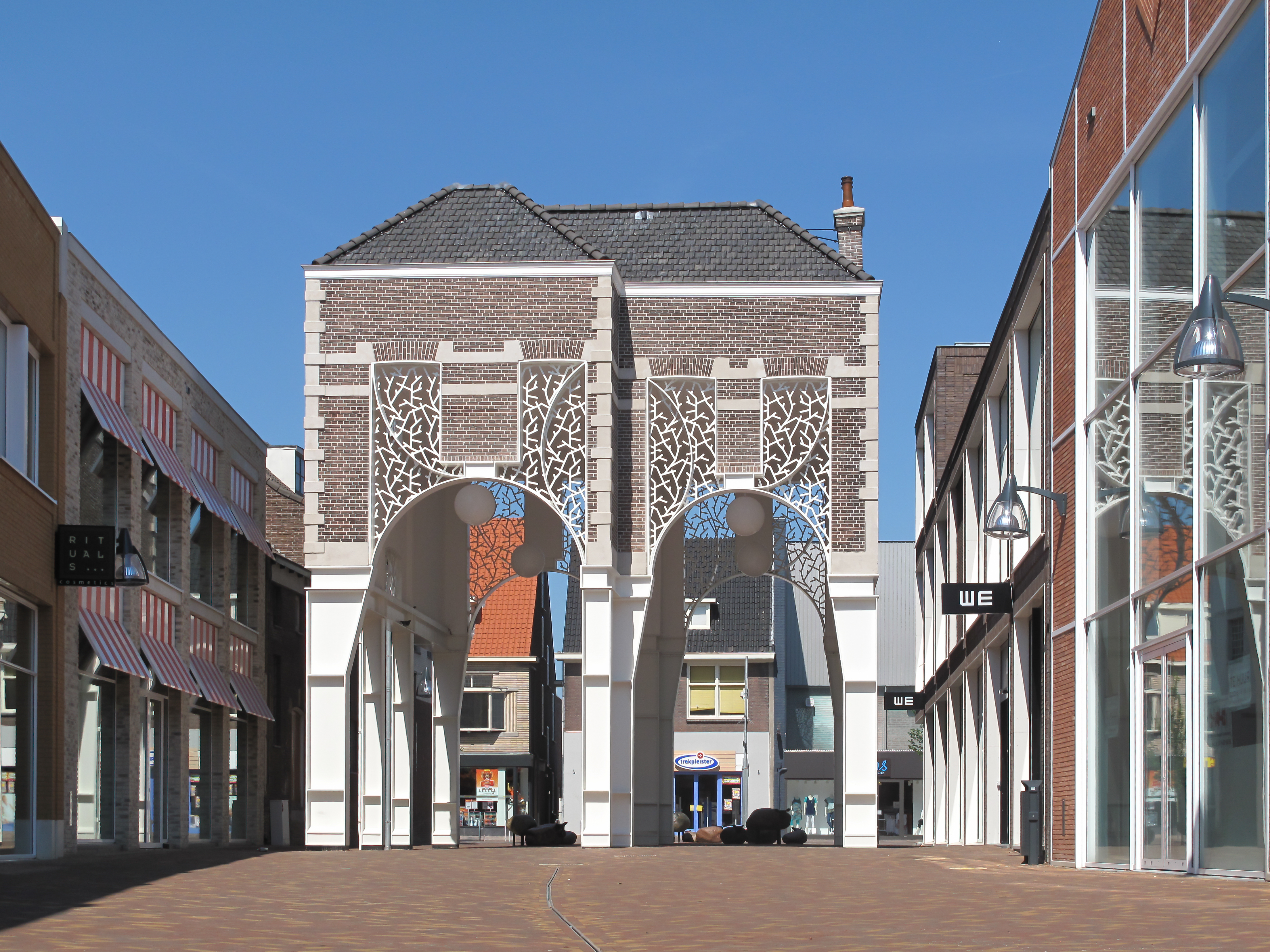
Porte Bernard van Kreel

## Personnalités
- Kees Stip, (1913-2001)
- Rik Valkenburg, (1923-1994)
- Frits Wester, (1952)
- Bram van Ojik, (1954)
- Rob Barel, (1958)
- Stef Bos, (1961)
- Ralph van Manen, (1961)
- DJ Jean, (7 mai 1968)
- Yuri Landman, (1973), luthier expérimental, musicologue, musicien et créateur de bande dessinées
- Klaas van Kruistum, (1976)
- Daryl van Wouw, (1977), styliste
- Gerald Troost, (1978)
- Wim Blijenberg
- Jan Gaasbeek
- Willem Rebergen aka Headhunterz, (1985), DJ et producteur
- Nick Rotteveel aka Nicky Romero, (1989), DJ et producteur
- Oussama El Azzouzi (2001), Footballeur.
- Anouar El Azzouzi (2001), Footballeur.